# Грифицький повіт
Грифицький повіт (пол. powiat gryficki) — один з 18 земських повітів Західнопоморського воєводства Польщі.
Утворений 1 січня 1999 року в результаті адміністративної реформи.

## Загальні дані
Повіт знаходиться у північній частині воєводства.
Адміністративний центр — місто Грифиці.
Станом на 1.01.2008 населення становить 60 709 осіб, площа 1017,37 км².

## Демографія
Демографічні дані повіту станом на 30.06.2007:
|       | Всього | Всього | Жінки  | Жінки | Чоловіки | Чоловіки |
| ----- | ------ | ------ | ------ | ----- | -------- | -------- |
|       | осіб   | %      | осіб   | %     | осіб     | %        |
| Повіт | 60 768 | 100    | 30 819 | 50,7  | 29 29949 | 49,3     |
| Міста | 31 032 | 100    | 15 999 | 51,6  | 15 1033  | 48,4     |
| Села  | 29 736 | 100    | 14 820 | 49,8  | 14 916   | 50,2     |